# 1. perioda
Mezi prvky 1. periody periodické tabulky prvků patří pouze dva prvky: vodík a helium. Oba tyto prvky jsou plynné a jedná se o dva nejrozšířenější prvky ve vesmíru. Helium vzniká v hvězdách fúzí vodíku. Reaktivita obou prvků je velmi odlišná; zatímco vodík je poměrně reaktivní a je složkou organických i mnohých anorganických sloučenin (kyseliny, hydroxidy, amoniak, hydrogensoli, kyanovodík, hydridy), tak od helia nejsou známy téměř žádné sloučeniny.